# Нойщат ан дер Вайнщрасе
Нойщат ан дер Вайнщрасе (на немски: Neustadt an der Weinstraße, в превод „Нов град на Пътя на виното“) е град в югозападната част на Германия във федералната провинция Рейнланд-Пфалц.
Разположен е по източните сколонове на планината Пфелцервалд и Горнорейнската долина. Градът е част от Метрополен регион Рейн-Некар. Той е център на район с винено производство, в който се провежда всяка година конкурсът за Немска кралица на виното.

## Име
Град Нойщат ан дер Вайнщрасе е имал през годините на своето съществуване различни имена, но всички те са имали значението на Нойщат (на немски Neustadt – Нов град):
| Име            |                           |
| -------------- | ------------------------- |
| 1253           | Nova Civitas              |
| 1339           | Nuwenstadt                |
| 1414           | Neunstat an der Hart      |
| 1452           | Nuwenstadt ann der Hart   |
| 1716           | Neustatt ahn der Haardt   |
| 19. Век        | Neustadt an der Haardt    |
| 1935/37 – 1945 | Нойщадт на Пътя на Виното |
| 1945 – 1950    | Neustadt an der Haardt    |
| от 1950        | Нойщат на Пътя на Виното  |

## Известни личности
Родени в Нойщат
- Марио Баслер (р. 1968), футболен треньор
- Карл Хелферих (1872 – 1924), политик

## Фотогалерия
- Замъка Хамбах
- Замъка Хамбах
- Бялата къща
- Стария Университет